# 高瀬川 (香川県)
高瀬川（たかせがわ）は、香川県西部の三豊市を流れる二級河川高瀬川水系の本流。
源流は三豊市高瀬町上麻にある大麻山。源流から北西に流れて三豊市高瀬町中心部を通過した後に同市三野町に入り、同市詫間町で三野津湾（詫間港）に注ぐ。

## 支流
一次支川
- 浜堂川
- 古子川
- 乙田川
- 西股川
- 重谷寺川
- 椛の木川